# La Farinera, Ateneo del Clot
La Farinera, Ateneo del Clot, conocido simplemente como Ateneo del Clot (en catalán: Ateneu del Clot) es una entidad sin ánimo de lucro fundada en 1978, situada en el barrio del Clot, en el distrito de San Martín de Barcelona. El nombre de La Farinera (en castellano: Harinera) proviene de la reivindicación de los vecinos del barrio del Clot, iniciada en 1977, en la que pedían que se considerase la posibilidad de convertir la antigua fábrica de moler, un edificio modernista situado en el calle del Clot número 2, en equipamiento municipal.
La prioridad de la entidad ha sido siempre ofrecer opciones a los vecinos para el desarrollo integral de la persona a partir de distintas actividades, incidir en la educación en el tiempo libre i orientar al socio hacia una faceta formativa, lúdica, educativa i de crecimiento personal. Las actividades que se organizan en el Ateneo van dirigidas a todo tipo de público, ya sean niños/as o personas adultas y las hay de todo tipo.
Así mismo, el Ateneo del Clot es un espacio que ofrece al ciudadano la oportunidad de realizar sus propias actividades, apoyando las necesidades e inquietudes colectivas. Por esta razón ofrecen sus locales a aquellas personas, entidades, asociaciones, grupos y empresas que quieran realizar cualquier actividad en el centro.

## Sede
Originalmente, el Ateneo del Clot tenía previsto instalarse en la antigua fábrica de harinas San Jaime (hoy centro cultural La Farinera del Clot), pero nunca llegó a hacerse efectivo porque la expropiación municipal de los terrenos se demoró 17 años. Inicialmente el Ayuntamiento de Barcelona ofreció a la entidad un local municipal en la plaza Valentí Almirall, donde iniciar sus actividades. Esta provisionalidad se prolongó una década, hasta que unas obras de remodelación les obligaron a abandonar la finca. El Ateneo se instaló en la Torre del Fang, que abandonaron un año y medio después, nuevamente por obras. En 1988 se trasladó al número 10 de la calle Ter, en un edificio compartido con la escuela Sant Joan de Ribera. El derribo del inmueble en 2005 les dejó sin local durante varios meses.
Desde 2007 la sede del Ateneo se encuentra en la calle de la Muntanya. El edificio es una antigua fábrica de jabón, de la que se conserva la chimenea, convertida en elemento simbólico central del espació y que actualmente forma parte del logo de la entidad